# Giosuè (sommo sacerdote)

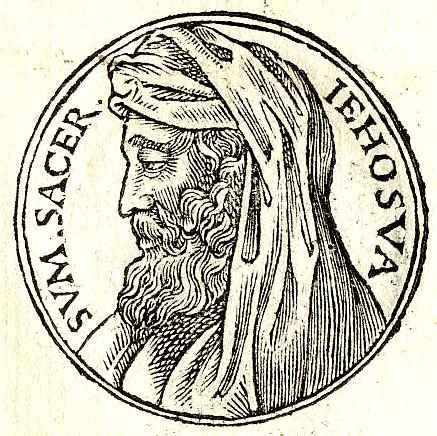
Giosuè nel "Promptuarii Iconum Insigniorum"

Giosuè (in ebraico יְהוֹשֻׁוּעַ‎?) oppure in ebraico יֵשׁוּעַ‎?), figlio di Iozedàk, è il nome del primo sommo sacerdote che, secondo la Bibbia, esercitò questa funzione dopo il ritorno degli ebrei dalla cattività babilonese, presumibilmente dal 515 al 490 circa a.C. Il suo ruolo nella ricostruzione del Tempio di Gerusalemme fu particolarmente rilevante (cfr Zaccaria 6:9-14, Aggeo 1-2 ed Esdra 3 nella Bibbia). Dario I di Persia lo nominò sommo sacerdote e Zorobabele re. Scomparso quest'ultimo dalla scena biblica (l'ipotesi più accreditata per un assassinio da parte del clero israelita), Giosuè assunse anche la carica di re. Egli impose un culto monoteistico nazionale di Jahvè incentrato sul Secondo Tempio di Gerusalemme e una riforma del calendario liturgico israelita che trasformò le feste agricole in festività legate alla memoria collettiva di Israele e in particolare all'Esodo (ad esempio la festa degli azzimi e della pastorizia che celebravano il primo raccolto di primavera diventano il Pesach).

## Tomba
Nel 1825 fu annunciato il ritrovamento della tomba di Giosuè nei pressi di Baghdad.